# Pribrieżnyj (rejon sławiański)
Pribrieżnyj (ros. Прибрежный) – osiedle w Rosji, w Kraju Krasnodarskim, w rejonie sławiańskim. W 2010 liczyło 1265 mieszkańców.